# Chiesa di San Bartolomeo (Trento)
La chiesa di San Bartolomeo è una chiesa adibita al culto cattolico situata nel comune di Trento. Fa parte dello stesso quartiere di San Bartolomeo anche la chiesa del Sacro Cuore di Gesù.

## Storia

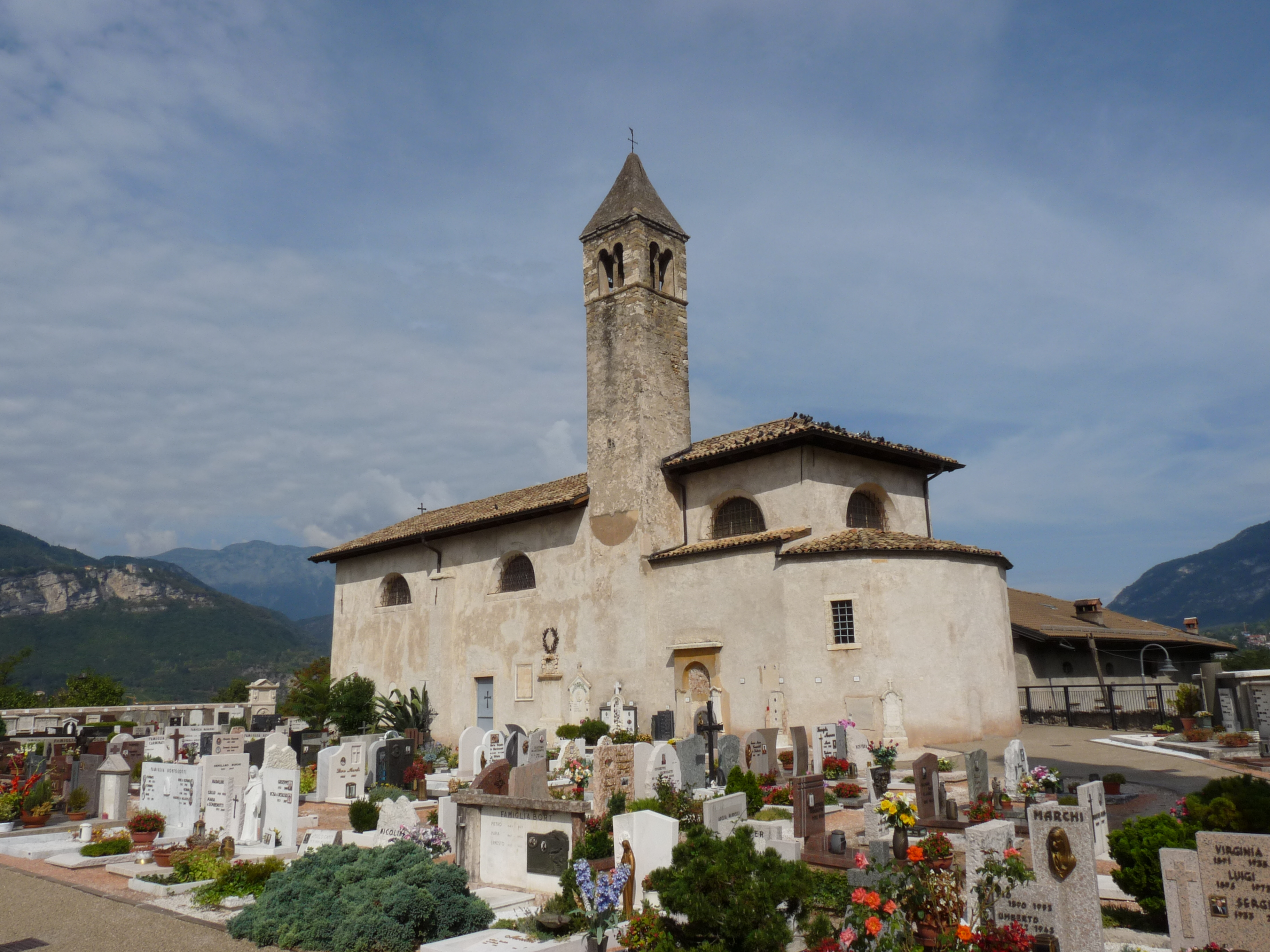
Vista dal retro

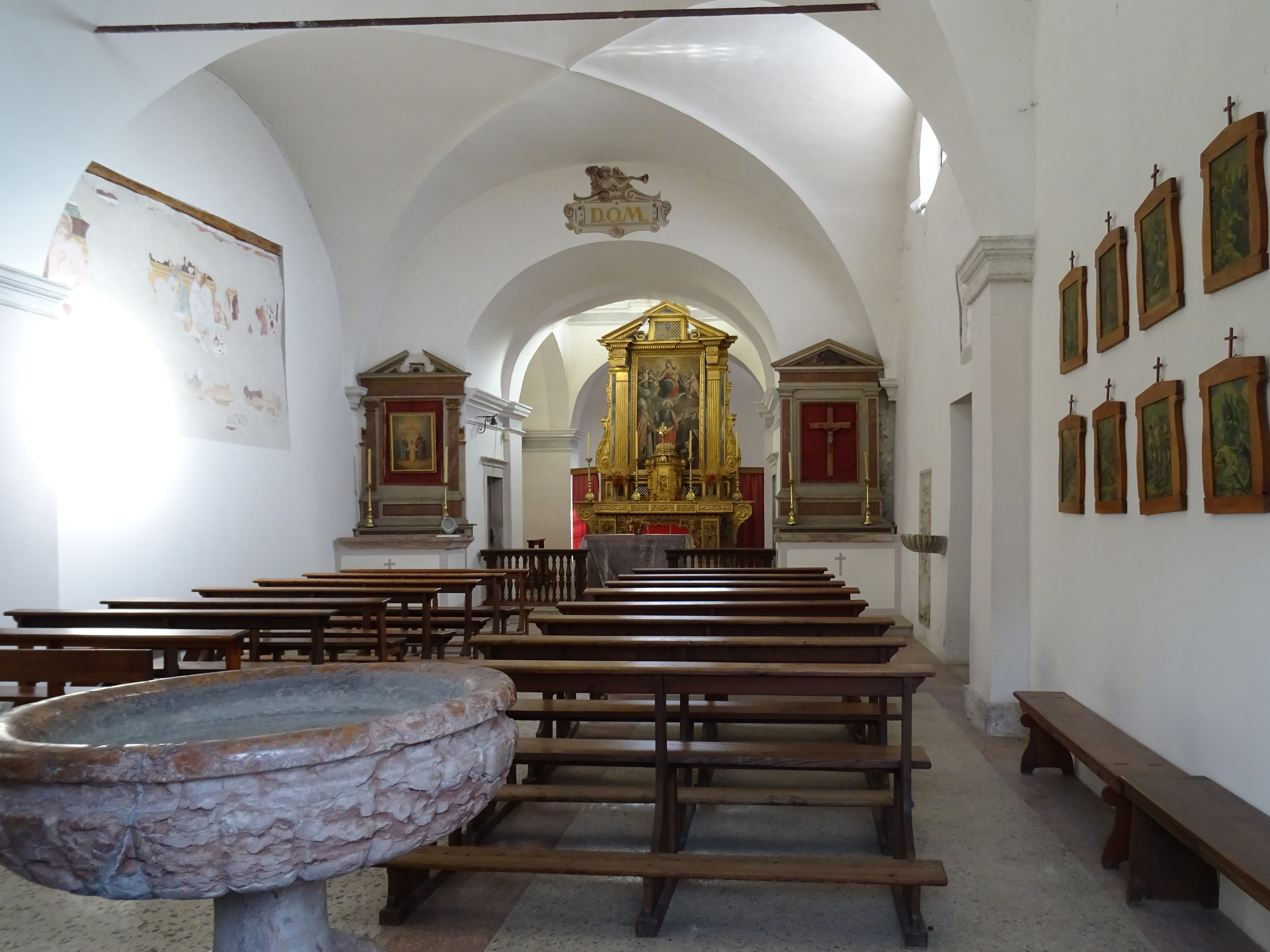
Interno

La chiesa di San Bartolomeo, circondata dal cimitero, una delle più antiche di Trento, è orientata verso oriente e si arrocca sul colle omonimo in posizione privilegiata sulla città. L'edificio religioso, risalente al periodo romanico (1100-1200), era già documentato nel 1183 come appartenente al capitolo del duomo e, dopo duecento anni divenne curazia di Villazzano, ovvero un territorio parrocchiale parzialmente sottratto al suo parroco e dato in cura ad un curato. Attualmente la chiesa è officiata saltuariamente, ad esempio come ultima stazione della Via Crucis che sale il colle, o per la commemorazione dei fedeli defunti.
La struttura medievale è ancora ben visibile osservando:
- alcune strutture esterne;
- la facciata a due spioventi;
- l'abside poligonale;
- il campanile a tetto piramidale.

Risalgono a una trasformazione seicentesca l'arco santo, la sopraelevazione della navata, l'apertura di finestre a lunetta e l'ampliamento lungo il fianco sinistro con una cappella a pianta rettangolare.
Il giorno 26 giugno 1974, su ordine dell'arcivescovo Alessandro Maria Gottardi, l'area dal rio Salè e dalla ferrovia della Valsugana, venne distaccata dalla parrocchia di Villazzano e venne unita alla parrocchia del Sacro Cuore di Gesù.
Da quando nel 1963 vi fu la registrazione da parte della Soprintendenza alle Belle Arti come "edificio di notevole pregio storico-artistico", fu possibile nel 1991 effettuare un restauro quasi completo: 
- le strutture interne, dove sono stati ripristinati gli intonaci originali;
- le strutture esterne, in cui si comprende anche il tetto.[3]

Nel 1995 fu ritrovata nella chiesa cimiteriale una piccola scultura raffigurante la Madonna con Bambino, un'opera in legno di cirmolo il cui autore, ignoto, appartiene alla cultura gotica d'Oltralpe del XIII - XIV secolo. Ad oggi è possibile vederla all'interno della chiesa del Sacro Cuore di Gesù.
Risalgono al 2023 i lavori di restauro dell'altare ligneo sito nella cappella laterale sinistra dedicata alla Vergine del Rosario.